# Astronomie
Ne doit pas être confondu avec Astrologie.
L'astronomie est la discipline scientifique qui étudie les objets célestes afin d'expliquer leurs propriétés physiques et chimiques ainsi que leur origine et leur évolution. Elle prend sa source dans l'observation du ciel.
Le terme « astronomie » vient du grec ἀστρονομία / astronomía, « la loi des astres » (de ἄστρον / ástron, « astre, étoile », et νόμος / nómos, « loi »).
Avec plus de 5 000 ans d'histoire, l'astronomie remonte au-delà de l'Antiquité dans les pratiques religieuses préhistoriques. L'astronomie est l'une des rares sciences où les amateurs jouent encore un rôle actif. Elle est pratiquée à titre de loisir par un large public d'astronomes amateurs.

## Histoire
L'astronomie est considérée comme la plus ancienne des sciences. L'archéologie révèle en effet que certaines civilisations de l'Âge du bronze, et peut-être du Néolithique, avaient déjà des connaissances en astronomie. On pense aujourd'hui que ces civilisations avaient compris le caractère périodique de certains phénomènes célestes et savaient reconnaître (ou avaient défini) quelques astérismes. L'astronomie moderne doit son développement à celui des mathématiques depuis l'Antiquité grecque, à l'invention d'instruments d'observation à la fin du Moyen Âge et surtout à l'abandon de dogmes installés par certaines croyances.
Pierre-Simon de Laplace (1749-1827), dans son  Exposition du système du Monde, introduit l'astronomie comme suit :
« 
L'Astronomie, par la dignité de son objet et par la perfection de ses théories, est le plus beau monument de l'esprit humain, le titre le plus noble de son intelligence. Séduit par les illusions des sens et de l'amour-propre, l'homme s'est regardé longtemps comme le centre du mouvement des astres, et son vain orgueil a été puni par les frayeurs qu'ils lui ont inspirées..
 »
— Laplace, Exposition du système du Monde
L'astronomie a très longtemps été pratiquée parallèlement à l'astrologie.

### Néolithique

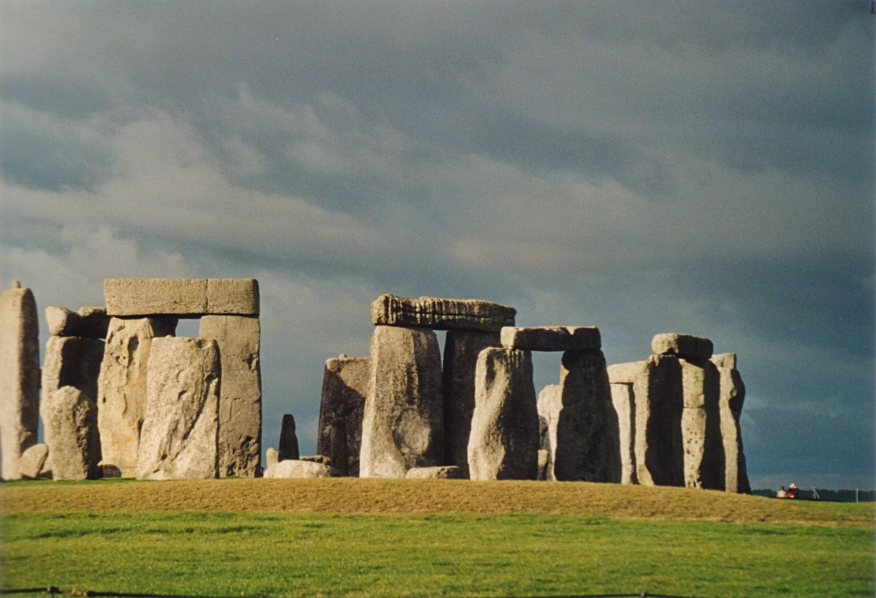
Stonehenge.

On pense que certains des grands cercles mégalithiques du Néolithique avaient une vocation d' observatoires astronomiques. Les plus connus sont Nabta Playa (Égypte), vieux de 6 000 à 6 500 ans, et Stonehenge (Wiltshire, Angleterre), édifié 1 000 ans plus tard. Camille Flammarion, qui le comprit l’un des premiers, parlera au sujet des cercles mégalithiques de « monuments à vocation astronomique » et d'« observatoires de pierre ».
Des recherches plus récentes mettent néanmoins ces interprétations largement en doute. En particulier Clive Ruggles en 1997 souligne que seul l'alignement de l'Avenue lors du solstice d'été peut être acceptée comme preuve d'une possible utilisation astronomique du lieu, toutes les autres preuves/interprétations sont sujettes au doute ou à d'autres explications.
En 2024, Mike Parker
publie dans Archaeology International un article suggérant que Stonehedge a été construit dans le but politique d'unifier la population de l'actuel Royaume-Uni.

### Antiquité
Les systèmes les mieux connus sinon les plus développés sont :
- dans l'Ancien Monde :
  - l'astronomie indienne et chinoise : le Rig-Véda mentionne 27 constellations associées au mouvement du Soleil ainsi que les 13 divisions zodiacales du ciel,
  - l'astronomie sumérienne, et ses dérivées les astronomies chaldéenne, mésopotamienne, égyptienne et hébraïque. Si bien que la Bible contient des énoncés au sujet de la position de la Terre dans l'Univers et sur la nature des étoiles et des planètes ;
- dans le Nouveau Monde, les astronomies amérindiennes sont aussi déjà très développées, notamment la toltèque, la zapotèque (assez proche) et la maya tout à fait originale. Ainsi, sans aucun instrument optique, les Mayas avaient réussi à décrire avec précision les phases et éclipses de Vénus.

#### Préalables
Toutes les observations effectuées avant l'an 1600 environ, se faisaient à l'œil nu: elles se limitaient globalement à l'enregistrement du lever et du coucher de certains astres, ainsi que de certains évènements remarquables (éclipses de Lune, de Soleil,...).
La plupart des observations effectuées avant l'antiquité grecques étaient principalement apotélésmatiques, celles qui ne l'étaient pas organisaient les travaux champêtres ou orientaient les navigateurs.
Tycho Brahé s'est démarqué par la précision de ses observations à l’œil nu, qui permit à Kepler ses découvertes.
Hésiode précise au VIIIe siècle av. J.-C. dans Les Travaux et les Jours :
« 
Commence la moisson quand les Pléiades, filles d'Atlas, se lèvent dans les cieux, et le labourage quand elles disparaissent ; elles demeurent cachées quarante jours et quarante nuits, et se montrent de nouveau lorsque l'année est révolue, à l'époque où s'aiguise le tranchant du fer... Lorsque Orion et Sirius seront parvenus jusqu'au milieu du ciel, et que l'Aurore aux doigts de rose contemplera Arcture, ô Persès ! cueille tous les raisins et apporte-les dans ta demeure...
 »

#### Haute Antiquité

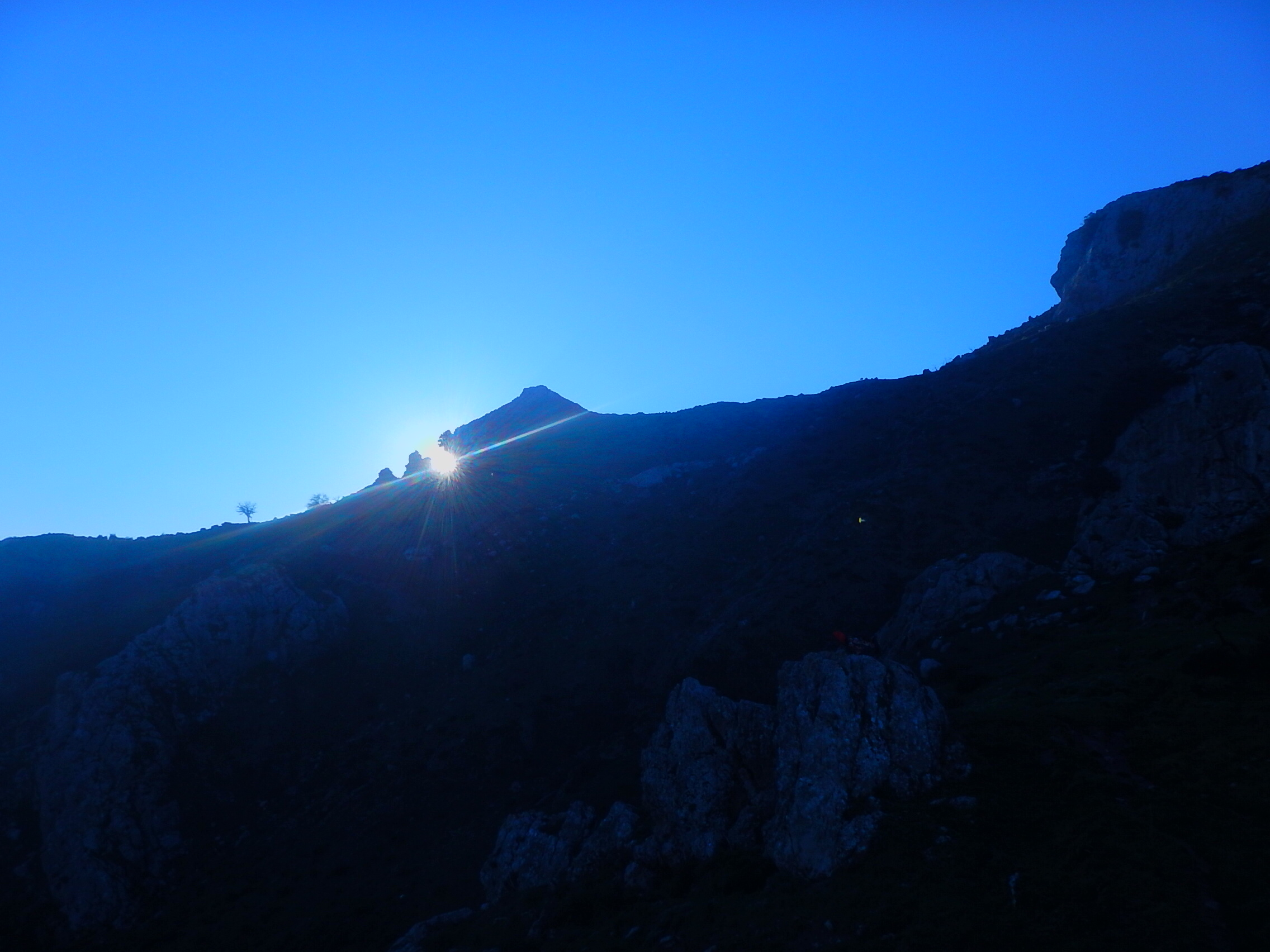
Équinoxe du site préhistorique de Pizzo Vento à Fondachelli Fantina, en Sicile.

À ses débuts, l'astronomie consiste en l'observation et en la tentative de prédiction du mouvement des objets célestes visibles à l'œil nu.
En Mésopotamie, le repérage des trajets des astres errants (les planètes) se fait sur trois voies parallèles à l'équateur. Ensuite, après les premières observations systématiques de la fin du IIe millénaire (vers -1200), les trajets du Soleil et de la Lune sont mieux connus. Vers le VIIIe siècle av. J.-C. apparaît la notion d'écliptique.

Vers le milieu du Ier millénaire on voit émerger un découpage de  l'écliptique (dans le sens ancien) pour le repérage de la position des astres. Selon les civilisations ce découpage s'effectue en un nombre varié de parties. En Mésopotamie, l'écliptique  (voir Zodiaque) est divisée en douze parties, chacune de ces parties est nommée.

L'astronomie mésopotamienne, comme toutes les astronomies avant l'astronomie grecque tardive, interprète les mouvements des astres par une volonté d'un démiurge.

Dans la Bibliothèque historique de Diodore de Sicile (livre II, page 146), on lit ceci:

« 
XXX. Les Chaldéens enseignent que le monde est éternel de sa nature,
qu'il n'a jamais eu de commencement et qu'il n'aura pas de fin. Selon leur
philosophie, l'ordre et l'arrangement de la matière sont dus à une providence
divine ; rien de ce qui s'observe au ciel n'est l'effet du hasard ; tout
s'accomplit par la volonté immuable et souveraine des dieux. Ayant observé
les astres depuis les temps les plus reculés, ils en connaissent exactement le
cours et l'influence sur les hommes, et prédisent à tout le monde l'avenir.
 »
Les astronomes mésopotamiens ont cependant le grand mérite d'avoir consigné soigneusement de nombreuses observations dès le VIIIe siècle au moins. Ces observations seront très utiles aux astronomes Grecs.
Dans la Composition Mathématique de Ptolémée, on lit ceci:
« 
(...) Nous avons pris pour première
éclipse celle qui a été observée à Babylone, la trente-unième année du règne de Darius premier,
dans la nuit du trois au quatre du mois égyptien Tybi, au milieu de la sixième heure. On y vit la lune obscurcie de deux doigts du côté du midi (...)
La seconde éclipse est celle qui a été observée à Alexandrie, la neuvième année d'Adrien, dans
la nuit du 17 au 18 du mois égyptien Pachon, à 3 heures équinoxiales avant minuit. La lune
y fut également obscurcie de la sixième partie de son diamètre du côté du midi.
 »

#### Antiquité classique et tardive
Avec Thalès et l'école de Millet débute la recherche de lois expliquant le mouvement des astres. En particulier, Anaxagore est condamné à mort par les Athéniens pour avoir détruit l'influence des dieux sur la nature, en réduisant les phénomènes à des lois immuables.
Socrate considère l’astronomie comme futile,, Ératosthène, Eudoxe de Cnide, Apollonios, Hipparque et Ptolémée construisent progressivement une théorie géocentrique très élaborée. Aristarque de Samos et quelques autres imaginent une théorie héliocentrique.
Platon et plus encore Aristote imposent leurs visions du Monde, fondée sur des considérations bien plus esthétiques (tous les mouvements des astres sont circulaires) et poétiques (les quatre éléments plus l'éther) que scientifiques. La vision aristotélicienne du Monde — l'astronomie d'Aristote — s'impose pendant presque 2000 ans. L'on mesure alors le courage qu'il a fallu aux Copernic, Bruno, Kepler et Galilée pour la remettre en cause.
En ce qui concerne le Système solaire, grâce à la théorie des épicycles et à l'élaboration de tables fondées sur cette théorie, il est possible, dès l'époque alexandrine, de calculer de manière assez précise les mouvements des astres, y compris les éclipses lunaires et solaires. Concernant l'astronomie stellaire, les Anciens Grecs apportent d'importantes contributions : des débuts de trigonométrie et de trigonométrie sphérique et la définition d'un système de magnitude. L’Almageste de Ptolémée contient déjà une liste de quarante-huit astérismes et 1 022 étoiles.

### Moyen Âge

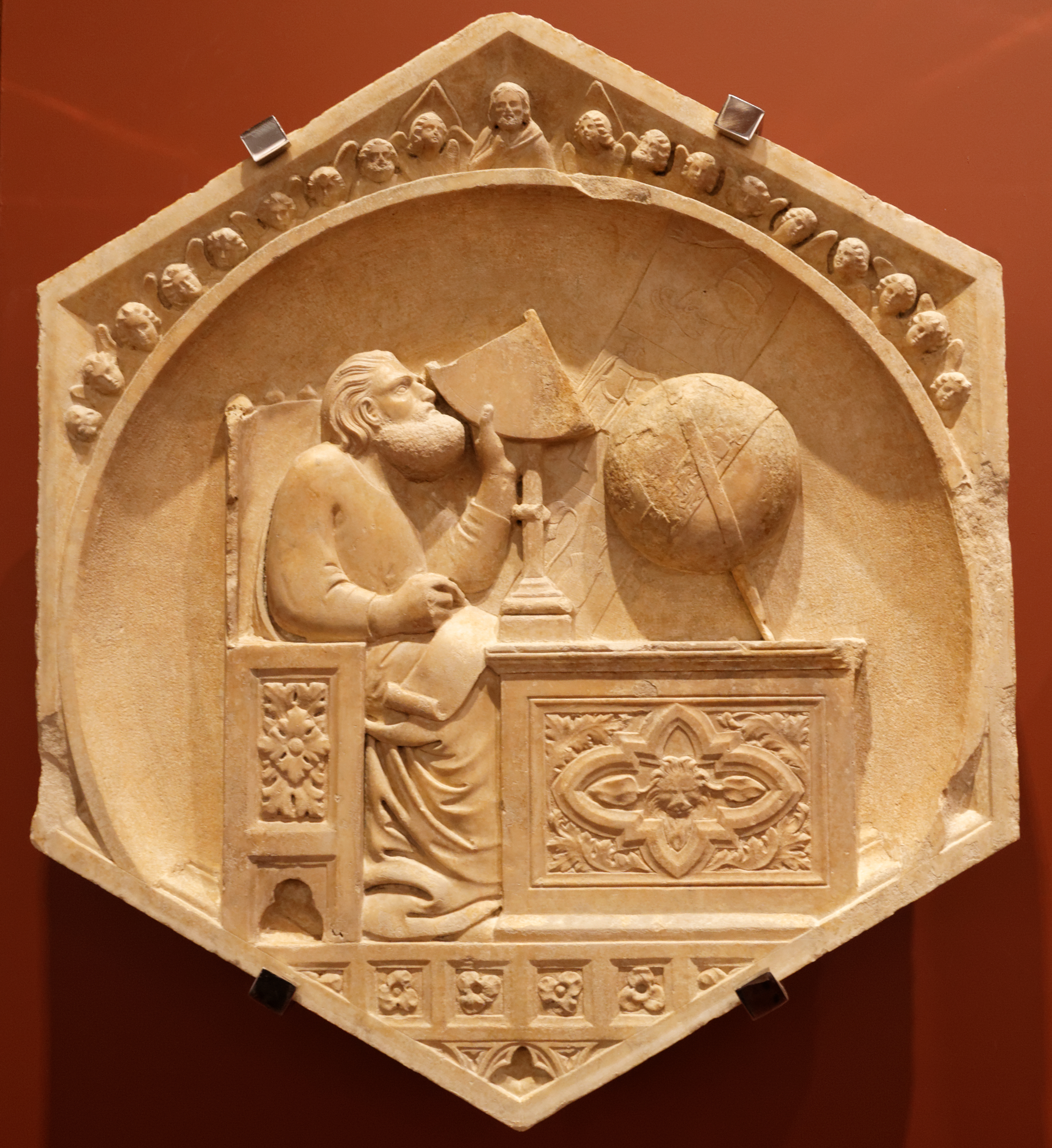
Jonitus, les débuts de l'astronomie (1343-1348).

L'astronomie ne peut être étudiée sans l'apport d'autres sciences qui lui sont complémentaires et nécessaires : les mathématiques (géométrie, trigonométrie), ainsi que la philosophie. Elle sert au calcul du temps.

#### Haut Moyen Âge
L'astronomie indienne aurait culminé vers 500, avec l'Āryabhaṭīya, qui présente un système mathématique quasi-copernicien, dans lequel la Terre tourne sur son axe. Ce modèle considère le mouvement des planètes par rapport au Soleil.
Pour s'orienter sur mer mais aussi dans le désert, les civilisations arabo-persanes ont besoin de données très précises. Dérivée des astronomies indienne et grecque, l'astronomie islamique culminera vers le Xe siècle.
Boèce est le fondateur dès le VIe siècle du quadrivium, qui inclut l'arithmétique, la géométrie, la musique et l'astronomie.
Après les invasions barbares, l'astronomie se développe relativement peu en Occident.
Elle est par contre florissante dans le monde musulman à partir du IXe siècle. L'astronome persan al-Farghani (805-880) écrit beaucoup sur le mouvement des corps célestes ; il effectue une série d'observations qui lui permettent de calculer l'obliquité de l'écliptique. Al-Kindi (801-873), philosophe et scientifique encyclopédique, écrit 16 ouvrages d'astronomie. Al-Battani (855-923) est astronome et mathématicien. Al-Hasib Al Misri (850-930) est mathématicien égyptien. Al-Razi (864-930) est scientifique persan. Enfin, Al-Fârâbî (872-950) est un grand philosophe et scientifique iranien.
À la fin du Xe siècle, un grand observatoire est construit près de Téhéran par l'astronome perse al-Khujandi.
La philosophie (Platon et Aristote) fait partie intégrante, avec l'ensemble des autres sciences (médecine, géographie, mécanique, etc.) de ce grand mouvement de renaissance appelé Âge d'or de l'Islam.
Saint Bède le Vénérable, au VIIIe siècle, développe en Occident les arts libéraux (trivium et quadrivium). Il établit les règles du comput pour le calcul des fêtes mobiles et pour le calcul du temps, qui nécessitent des éléments d'astronomie.
D'autres éléments sont introduits en Occident par l'intermédiaire de Gerbert d'Aurillac (Sylvestre II) un peu avant l'an mille, avec la philosophie d'Aristote. Il est difficile de savoir exactement quels astronomes musulmans sont alors connus de Gerbert d'Aurillac.

#### Bas Moyen Âge
L'œuvre d'Al-Farghani est traduite en latin au XIIe siècle, en même temps que bien d'autres traités arabes et que la philosophie d'Aristote.
Dans le monde musulman, on peut citer :
- en Perse, Omar Khayyam (1048-1131), qui compile une série de tables astronomiques et réforme le calendrier ;
- Ibn al-Haytham (965-1039), mathématicien et physicien arabe ;
- Al-Biruni, (973-1048), mathématicien, astronome, encyclopédiste, etc. ;
- Nasir ad-Din at-Tusi (1201-1274), philosophe, mathématicien, astronome et théologien perse (considéré comme l'un des fondateurs de la trigonométrie) ;
- Al-Kashi (1380-1429), en Iran et Ouzbékistan actuels ;
- Al-Maghribi ;
- Abd al-Rahman al-Soufi.

L'astronomie dans le monde arabe a connu une période florissante pendant le Bas Moyen Âge, et les astronomes arabes ont apporté des contributions significatives à l'histoire de l'astronomie.
Au cours de l'âge d'or de l'islam, l'astronomie était une discipline très développée dans le monde arabe. Les savants arabes ont non seulement traduit et préservé les connaissances astronomiques grecques, mais ont également effectué leurs propres recherches et observations. Les astronomes arabes ont ainsi développé de nouveaux instruments et méthodes pour l'observation du ciel.
Parmi les plus célèbres astronomes arabes figurent Al-Khwarizmi, Al-Farghani et Ibn al-Haytham, également connu sous le nom d'Alhazen. Al-Khwarizmi a contribué à la cartographie stellaire et a développé des tables astronomiques précises, tandis qu'Al-Farghani a travaillé sur la mesure de la circonférence de la terre et la précession des équinoxes. Alhazen, quant à lui, a étudié la réfraction de la lumière et a proposé la première théorie sur la vision.
Les contributions des astronomes arabes ont eu un impact important sur l'astronomie européenne, en particulier pendant la Renaissance, lorsque les savants européens ont découvert et traduit les œuvres des astronomes arabes. L'astronomie arabe a également influencé les mathématiques et la philosophie, et a joué un rôle important dans la diffusion des connaissances scientifiques entre l'Est et l'Ouest.
Aujourd'hui, les astronomes arabes continuent de faire des contributions significatives à la science. Par exemple, les astronomes de l'Observatoire du Golfe à Abou Dhabi ont découvert des exoplanètes en utilisant des méthodes de détection innovantes, tandis que l'Observatoire d'Al-Sharjah en Égypte a étudié la lumière des étoiles pour comprendre leur composition et leur histoire.
L'importance de l'astronomie dans le monde arabe a diminué après le XVIe siècle en raison de facteurs tels que les conflits politiques, la colonisation et le manque d'investissement dans la recherche scientifique. Cependant, il y a eu un renouveau récent de l'intérêt pour l'astronomie dans certains pays arabes, avec des initiatives pour construire de nouveaux observatoires et encourager la recherche scientifique.
En fin de compte, l'astronomie arabe a eu un impact durable sur la science et la culture du monde entier. Les contributions des astronomes arabes ont permis de préserver et de développer les connaissances scientifiques et ont ouvert la voie à de nouvelles découvertes dans l'astronomie et d'autres domaines de la science.

### Époque moderne

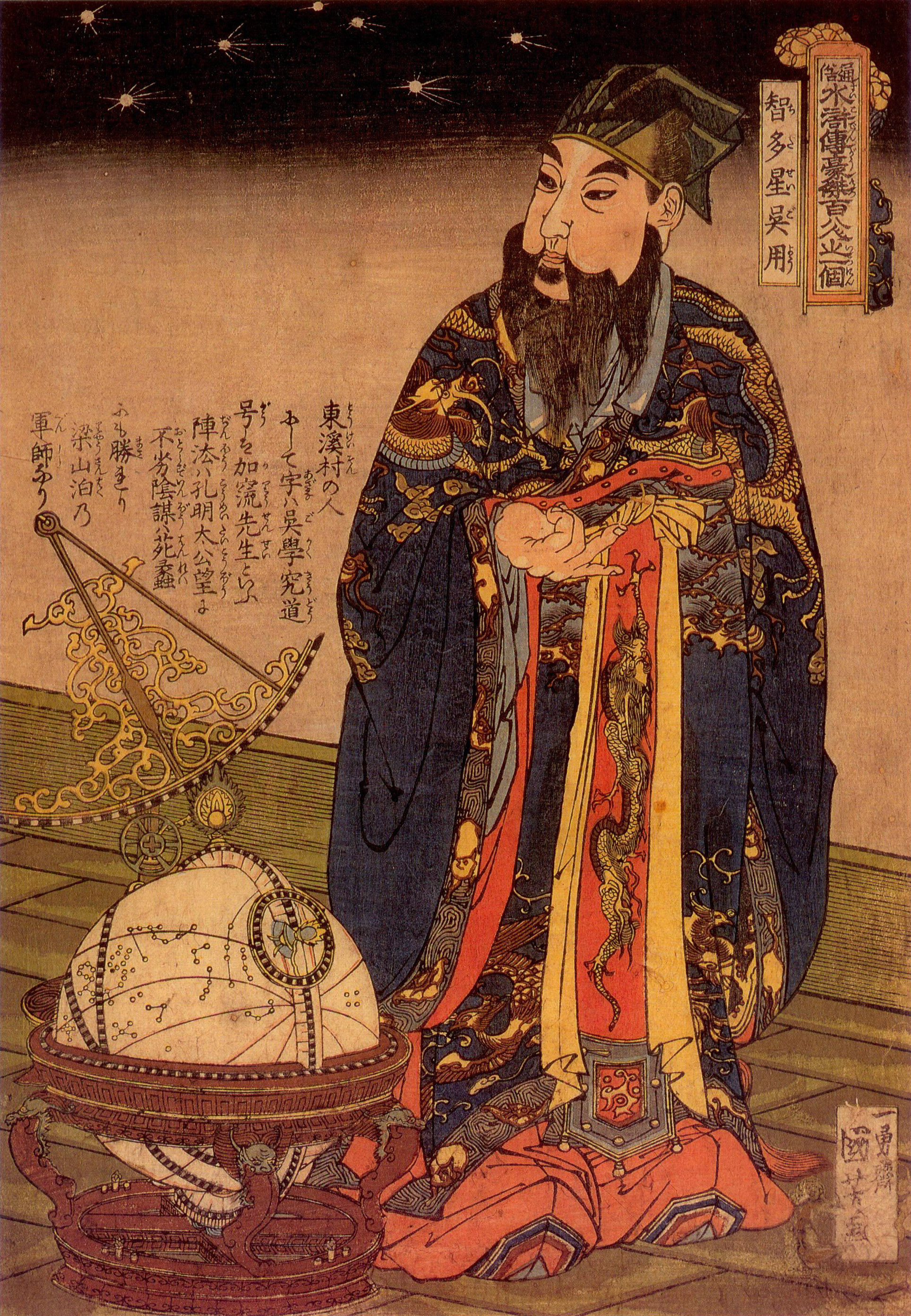
Dessin d'un astronome chinois en 1675.

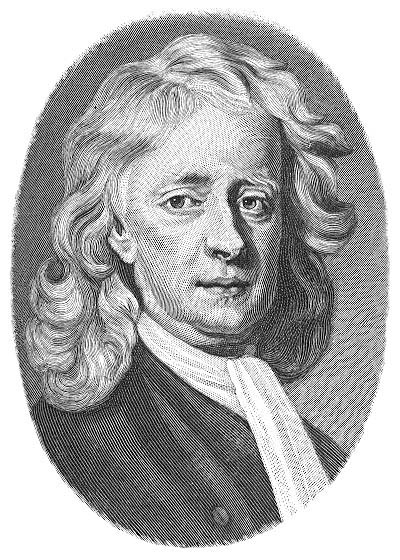
Isaac Newton.

Pendant la Renaissance, Copernic propose un modèle héliocentrique du Système solaire ayant de nombreux points communs avec la thèse de Nasir ad-Din at-Tusi, dans son De revolutionibus publié en 1543, après sa mort.
Près d'un siècle plus tard, cette idée est défendue, étendue et corrigée par Galilée et Kepler. Galilée imagine une lunette astronomique, en s'inspirant des travaux du hollandais Hans Lippershey (dont la lunette ne grossissait que trois fois et déformait les objets), pour améliorer ses observations et surtout découvrir des objets ne tournant pas autour de la Terre, centre du Monde : les satellites de Jupiter. La théorie géocentrique est un peu plus ébranlée. S'appuyant sur des relevés d'observation très précis faits par le grand astronome Tycho Brahe, Kepler est le premier à démontrer que le système d'Aristote est faux : les planètes se meuvent selon des ellipses (et non plus des cercles) dont le Soleil occupe l'un des foyers et énonce ses lois, annonçant ainsi une théorie héliocentrique.
Isaac Newton, en formulant la loi de l'attraction des corps (la loi de la gravitation) associée à ses lois du mouvement, permet finalement de donner une explication théorique au mouvement des planètes. Il invente aussi le télescope réflecteur, qui améliore les observations.
Le passage du modèle géocentrique de Ptolémée au modèle héliocentrique avec Copernic / Galilée / Newton est décrit par le philosophe des sciences Thomas Samuel Kuhn comme une révolution scientifique.

### Époque contemporaine

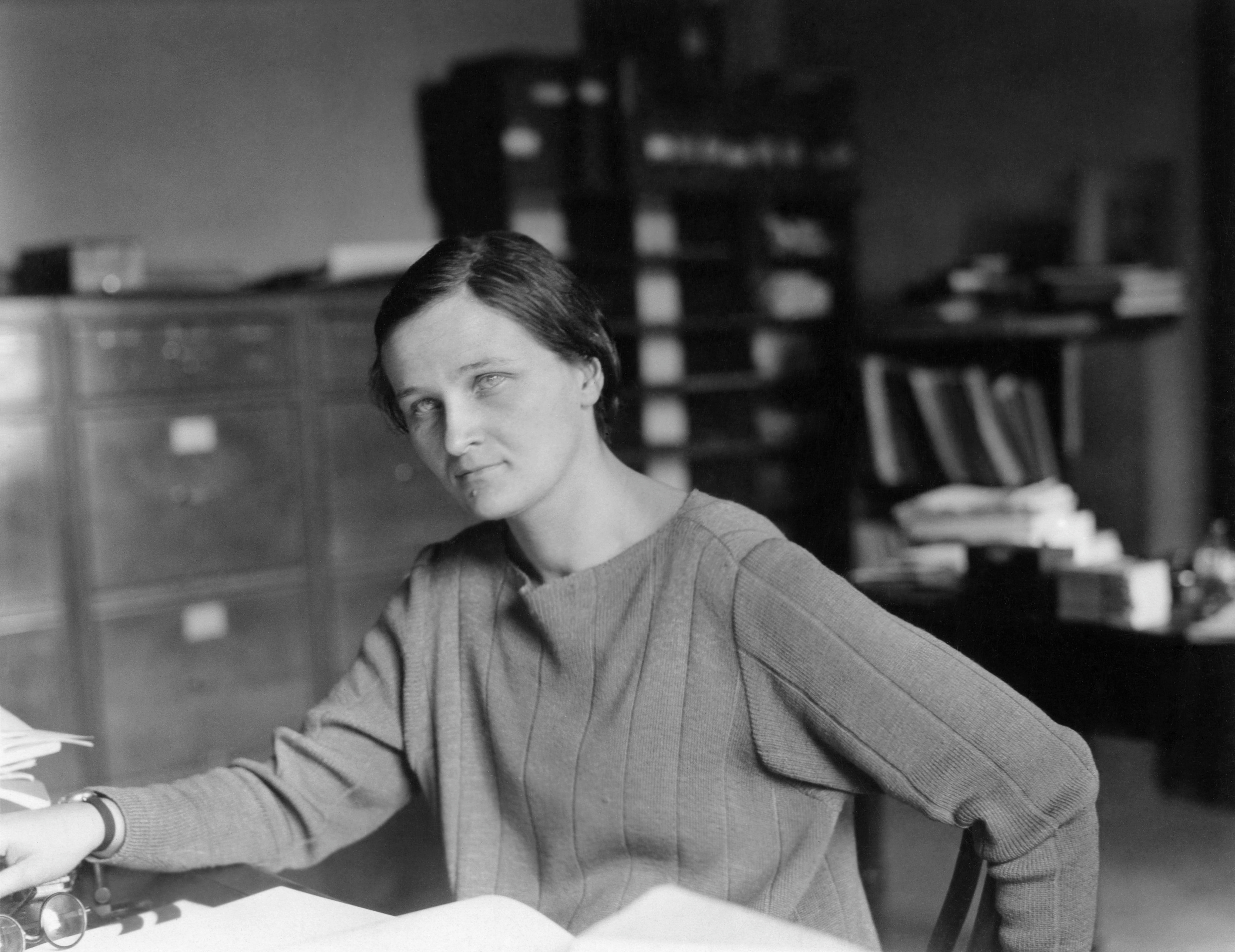
Cecilia Helena Payne-Gaposchkin première femme nommée cheffe du département d'astronomie de Harvard en 1956.

On découvre que les étoiles sont des objets très lointains : l'étoile la plus proche du Système solaire, Proxima du Centaure, est à plus de quatre années-lumière.
Avec l'introduction de la spectroscopie, on montre qu'elles sont similaires au Soleil, mais dans une grande gamme de températures, de masses et de tailles. L'existence de notre galaxie, la Voie lactée, en tant qu'ensemble distinct d'étoiles, n'est prouvée qu'au début du XXe siècle du fait de l'existence d'autres galaxies.
Peu après, on découvre l'expansion de l'Univers, et la loi de Hubble établissant une relation entre la vitesse d'éloignement des autres galaxies par rapport au Système solaire et leur distance.
La cosmologie fait de grands progrès durant le XXe siècle, notamment avec la théorie du Big Bang, largement confirmée par l'astronomie et la physique, comme le rayonnement thermique cosmologique (ou rayonnement fossile), et les théories de nucléosynthèse expliquant l'abondance des éléments chimiques et de leurs isotopes dans l'Univers.
Dans les dernières décennies du XXe siècle, l'apparition des radiotélescopes, de la radioastronomie et des moyens de traitement informatique autorisent de nouveaux types d'expérimentations sur les corps célestes éloignés, par analyse spectroscopique des raies d'émission émises par les atomes et leurs différents isotopes lors des sauts quantiques, et transmis à travers l'espace par les ondes électromagnétiques.
L'UNESCO décrète 2009 comme étant l'Année mondiale de l'astronomie.

## Matières de l'astronomie

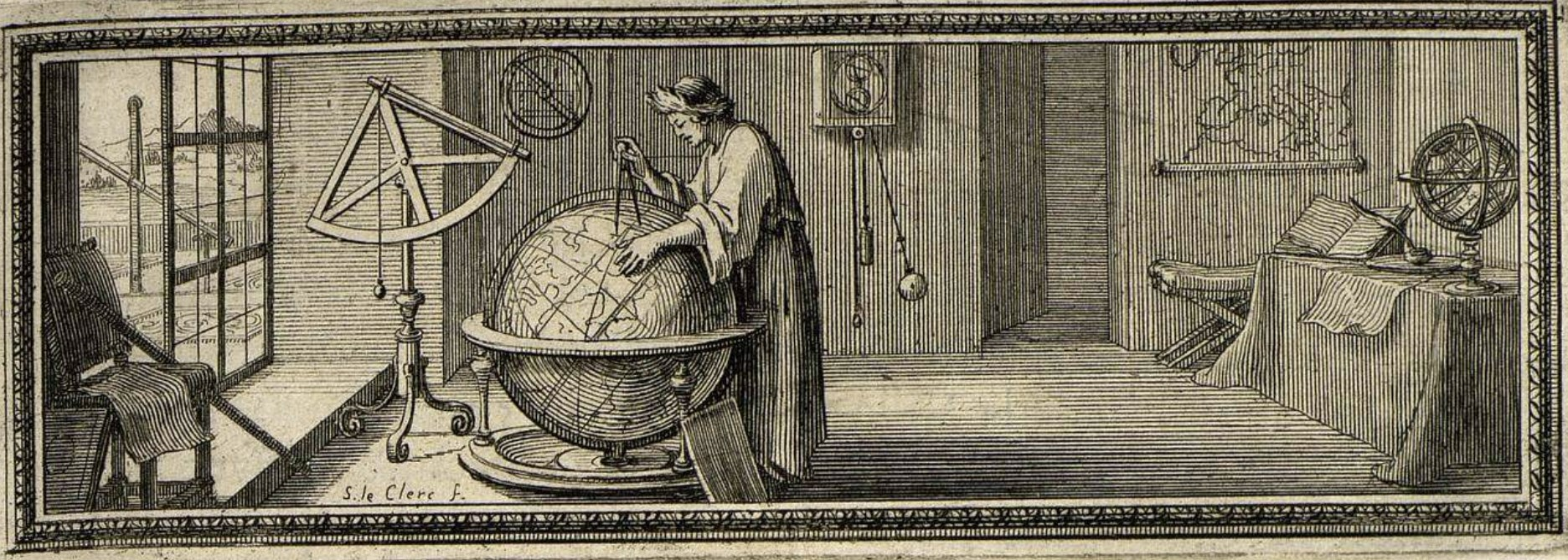
Observations astronomiques et gravimétriques faites sur l'île de Cayenne en Guyane française) par l'astronome français Jean Richer, d'après une gravure de Sébastien Leclerc.

À son début, durant l'Antiquité, l'astronomie consiste principalement en l'astrométrie, c'est-à-dire la mesure de la position dans le ciel des étoiles et des planètes.
Plus tard, des travaux de Kepler et de Newton naît la mécanique céleste qui permet la prévision mathématique des mouvements des corps célestes sous l'action de la gravitation, en particulier les objets du Système solaire. La plus grande partie du travail dans ces deux disciplines (l'astrométrie et la mécanique céleste), auparavant effectué à la main, est maintenant fortement automatisée grâce aux ordinateurs et aux capteurs CCD, au point que maintenant elles sont rarement considérées comme des disciplines distinctes. Dorénavant, le mouvement et la position des objets peuvent être rapidement connus, si bien que l'astronomie moderne est beaucoup plus concernée par l'observation et la compréhension de la nature physique des objets célestes.
Depuis le XXe siècle, l'astronomie professionnelle a tendance à se séparer en deux disciplines : astronomie d'observation et astrophysique théorique. Bien que la plupart des astronomes utilisent les deux dans leurs recherches, du fait des différents talents nécessaires, les astronomes professionnels tendent à se spécialiser dans l'un ou l'autre de ces domaines. L'astronomie d'observation est concernée principalement par l'acquisition de données, ce qui comprend la construction et la maintenance des instruments et le traitement des résultats. L'astrophysique théorique s'intéresse à la recherche des implications observationnelles de différents modèles, c'est-à-dire qu'elle cherche à comprendre et à prédire les phénomènes observés.
L'astrophysique est la branche de l'astronomie qui détermine les phénomènes physiques déduits par l'observation des astres. Actuellement, les astronomes ont tous une formation poussée en astrophysique et leurs observations sont presque toujours étudiées dans un contexte astrophysique. En revanche, il existe un certain nombre de chercheurs et chercheuses qui étudient exclusivement l'astrophysique. Le travail des astrophysiciens est d'analyser des données d'observations astronomiques et d'en déduire des phénomènes physiques.
Les domaines d'études de l'astronomie sont aussi classés en deux autres catégories :
- par sujet, généralement selon la région de l'espace (par exemple, l'astronomie galactique) ou le type de problème traité (formation des étoiles, cosmologie) ;
- par le mode d'observation, selon le type de particules détectées (lumière, neutrino) ou leur longueur d'onde (radio, lumière visible, infrarouge).

### Matières par sujet

#### Astrobiologie
Sujet d'étude récent (bien que des spéculations sur le sujet plus anciennes existent, dans le domaine du fantastique en particulier) et en pleine expansion ayant pour objet principal la recherche de vie extraterrestre, c'est-à-dire existant au-delà des limites de la planète Terre. Plusieurs sujets sont abordés : recherche de biomarqueurs dans les atmosphères planétaires, de fossiles pour les planètes telluriques, sur les extrémophiles afin de comprendre les limites du vivant, de civilisations avancées et éventuels signaux, et comprendre l'origine même de la vie (notamment sur Terre).

#### Astronomie solaire

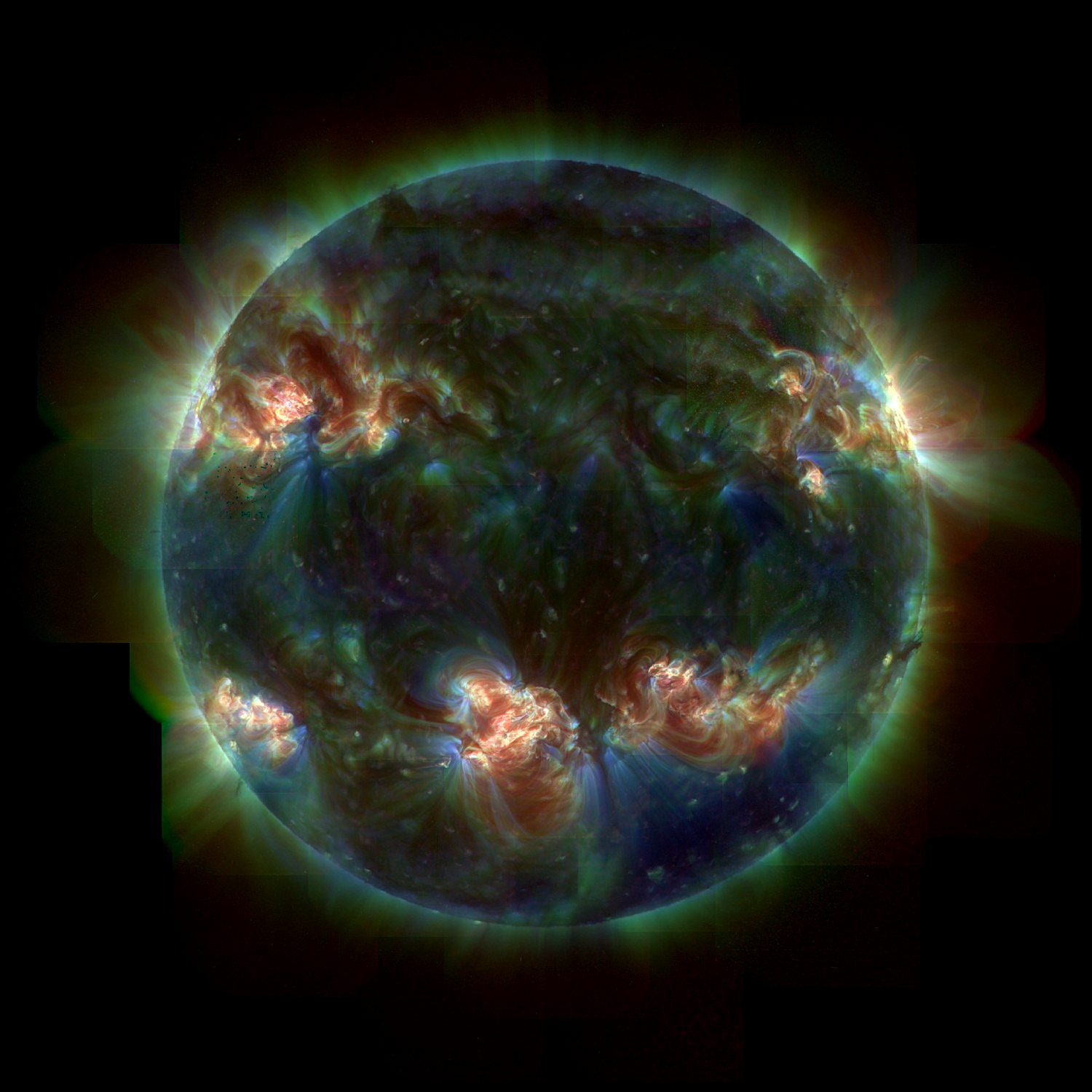
Une image de la photosphère du Soleil en ultraviolets prise par le télescope TRACE.

L'étoile la plus étudiée est le Soleil, une petite étoile typique de la séquence principale de type spectral G2V et vieille d'environ 4,6 milliards d'années. Le Soleil n'est pas considéré comme une étoile variable, mais il subit des changements périodiques de son activité, ce qui peut être vu grâce aux taches solaires. Ce cycle solaire de fluctuation du nombre de taches dure 11 ans. Les taches solaires sont des régions plus froides que la normale qui sont associées à une activité magnétique intense.
La luminosité du Soleil a régulièrement augmenté au cours de sa vie. Aujourd'hui, il est en effet 40 % plus brillant qu'au moment où il est devenu une étoile de la séquence principale[Quand ?]. Le Soleil a également subi des changements périodiques de luminosité ayant eu un impact significatif sur la Terre. Par exemple, on soupçonne le minimum de Maunder d'être la cause du petit âge glaciaire survenu durant le Moyen Âge.
Au centre du Soleil se trouve le cœur, une zone où la température et la pression sont suffisantes pour permettre la fusion nucléaire. Au-dessus du noyau se trouve la zone de radiations, où le plasma transporte les flux d'énergie au moyen de radiations. La couche recouvrant la zone de radiations forme la zone de convection où l'énergie est conduite vers la photosphère grâce à la convection, autrement dit, les déplacements physiques du gaz. On croit que cette zone de convection est à l'origine de l'activité magnétique qui génère les taches.
La surface extérieure du Soleil est appelée photosphère. Juste au-dessus de cette couche se trouve une mince région appelée chromosphère. Enfin se trouve la couronne solaire.
Le vent solaire, un flux de plasma constitué essentiellement de particules chargées, « souffle » constamment à partir du Soleil jusqu'à l'héliopause. Il interagit avec la magnétosphère terrestre pour créer les ceintures de Van Allen. Les aurores polaires sont également une conséquence de ce vent solaire.

#### Planétologie

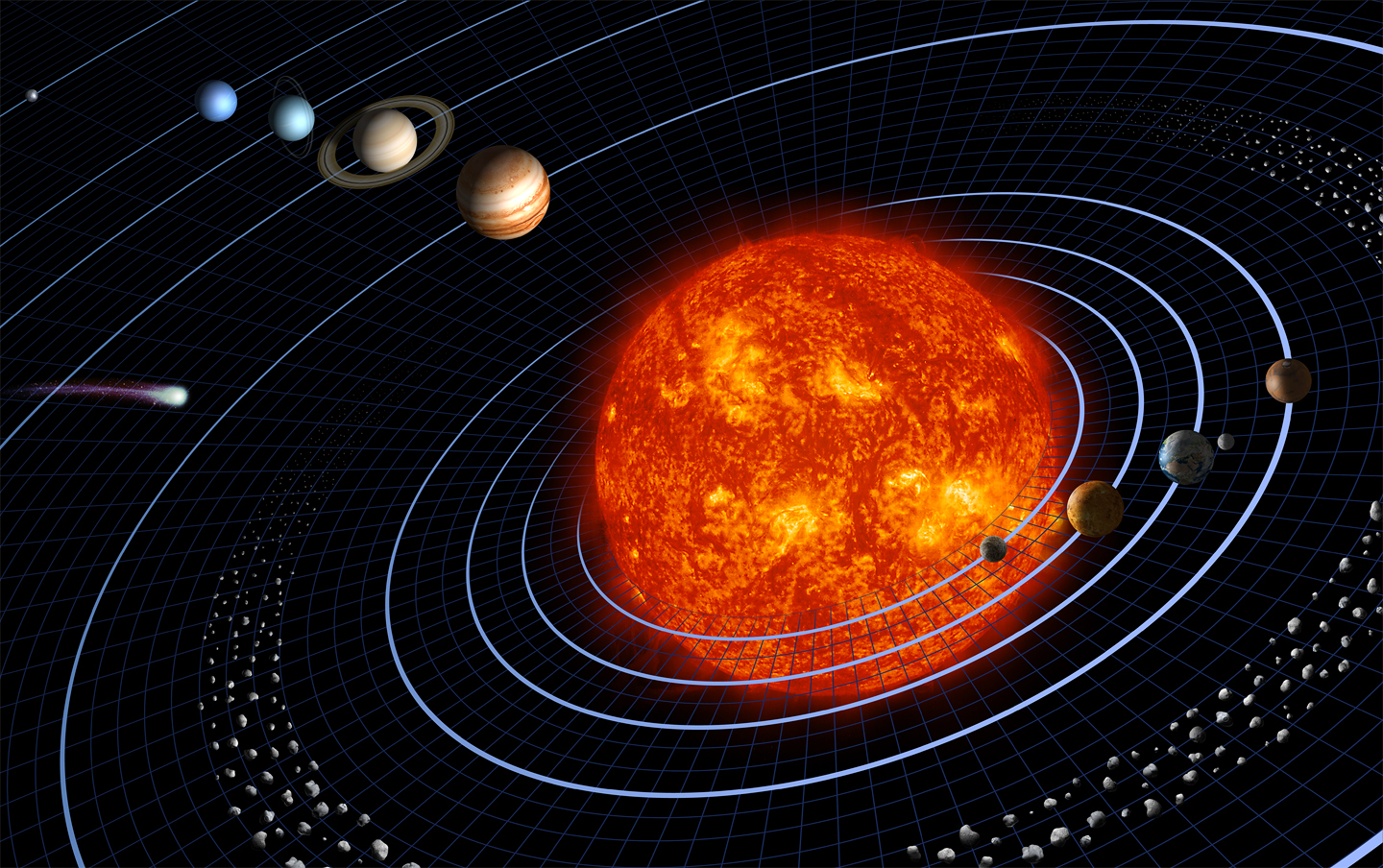
Représentation partielle du Système solaire (échelles non respectées).

Ce domaine de la planétologie s'intéresse à l'ensemble des planètes, des lunes, des planètes naines, des comètes, des astéroïdes, et des autres corps orbitant autour du soleil ; ainsi qu'aux exoplanètes. Le Système solaire a été relativement bien étudié, d'abord à l'aide de télescopes puis aux moyens de sondes. Cela a fourni une bonne compréhension globale de la formation et de l'évolution de ce système planétaire, bien qu'un grand nombre de découvertes soient encore à accomplir.
Le Système solaire est subdivisé en cinq parties : le Soleil, les planètes internes, la ceinture d'astéroïdes, les planètes externes et le nuage d'Oort. Les planètes internes sont toutes telluriques, il s'agit de Mercure, Vénus, la Terre, et Mars. Les planètes externes, des géantes gazeuses, sont Jupiter, Saturne, Uranus et Neptune. Derrière Neptune se trouve la ceinture de Kuiper, et finalement, le nuage d'Oort, qui s'étend probablement sur une année-lumière.
Les planètes ont été formées par un disque protoplanétaire qui entourait le Soleil lorsqu'il venait de se former. Grâce à un processus combinant attraction gravitationnelle, collision, et accrétion, le disque forma des amalgames de matières qui allaient devenir, avec le temps, des protoplanètes. À ce moment-là, la pression de radiation du vent solaire a expulsé la majorité de la matière qui ne s'était pas assemblée, et seules les planètes munies d'une masse suffisante purent retenir leur atmosphère gazeuse. Les planètes ont continué d'éjecter la matière restante durant une période d'intense bombardement météoritique, comme en témoignent les nombreux cratères trouvés, entre autres, sur la Lune. Durant cette période, quelques protoplanètes ont pu entrer en collision, et selon l'hypothèse majeure, c'est ainsi que la Lune fut formée.
Une fois qu'une planète atteint une masse suffisante, les matériaux de différentes densités commencent à se séparer entre eux, c'est la différenciation planétaire. Ce processus peut former un noyau rocheux ou métallique, entouré par un manteau et une croûte. Le cœur peut inclure des régions solides et liquides, et dans certains cas, il peut générer son propre champ magnétique, qui protège la planète et son atmosphère des attaques du vent solaire.

#### Astronomie stellaire

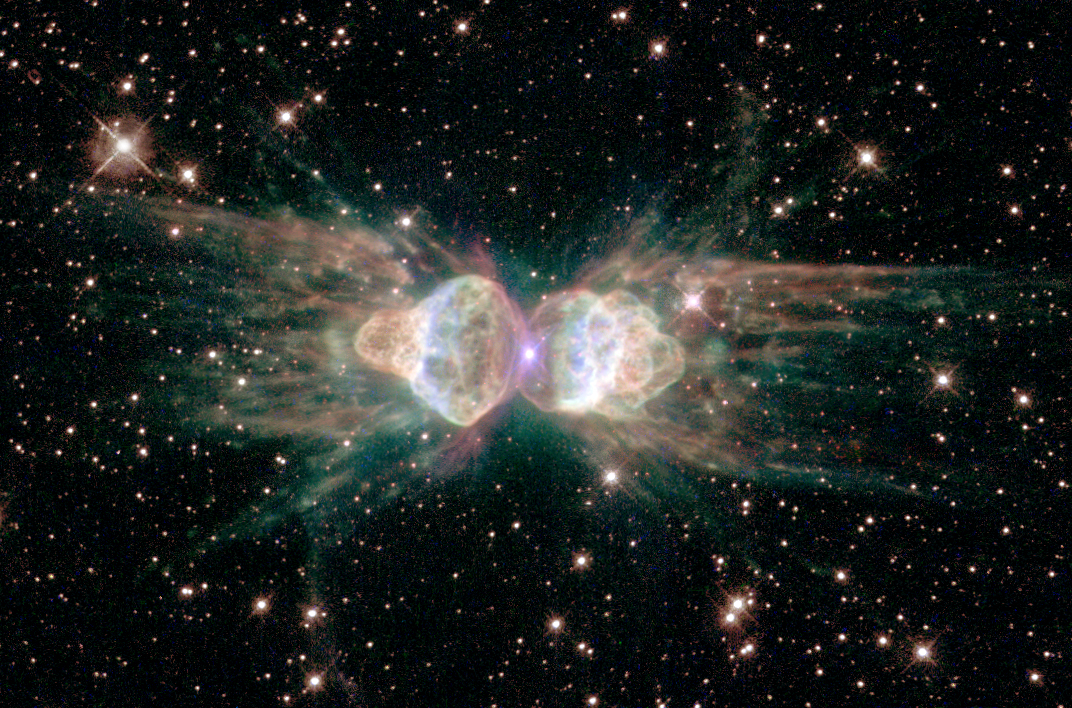
La nébuleuse planétaire de la Fourmi. Les éjections de gaz de l'étoile centrale mourante montrent des lobes symétriques, à l'inverse des figures chaotiques des explosions ordinaires.

L'étude des étoiles et de l'évolution stellaire est fondamentale pour notre compréhension de l'univers. L'astrophysique des étoiles a été déterminée grâce à l'observation et à la compréhension théorique ainsi que par des simulations informatiques.
Une étoile se forme dans des régions denses de poussières et de gaz, connues sous le nom de nuages moléculaires géants. Lorsqu'ils sont déstabilisés, les fragments peuvent s'effondrer sous l'influence de la gravité pour former une protoétoile. Une région suffisamment dense et chaude provoquera une fusion nucléaire, créant ainsi une étoile de la séquence principale.
Presque tous les éléments plus lourds que l'hydrogène et l'hélium ont été créés dans le noyau des étoiles.
Les caractéristiques de l'étoile résultant dépendent d'abord de sa masse de départ. Plus l'étoile est massive, plus sa luminosité est importante et plus elle videra le stock d'hydrogène présent dans son noyau rapidement. Au fil du temps, cette réserve est entièrement convertie en hélium, et l'étoile commence alors à évoluer. La fusion de l'hélium requiert une plus grande température dans le noyau, de cette façon, l'étoile s'agrandit et son noyau se densifie en même temps. Devenue une géante rouge, notre étoile consume alors son hélium. Cette phase est relativement courte. Les étoiles très massives peuvent aussi subir une série de phases rétrécissantes, où la fusion se poursuit en éléments de plus en plus lourds.
Le destin final de l'étoile dépend de sa masse: les étoiles qui sont plus de 8 fois plus massives que le soleil peuvent s'effondrer en supernova ; alors que les étoiles plus légères forment des nébuleuses planétaires et évoluent en naines blanches. Ce qui reste d'une très grosse étoile est une étoile à neutrons, ou dans certains cas un trou noir. Les étoiles binaires proches peuvent suivre des chemins plus complexes dans leur évolution, comme un transfert de masse par le compagnon d'une naine blanche pouvant causer une supernova. Les phases finales de la vie des étoiles, y compris les nébuleuses planétaires et les supernovas, sont nécessaires à la distribution de métaux dans le milieu interstellaire; sans cela, toutes les nouvelles étoiles (leur système planétaire y compris) seraient uniquement formées à partir d'hydrogène et d'hélium.

#### Astronomie galactique

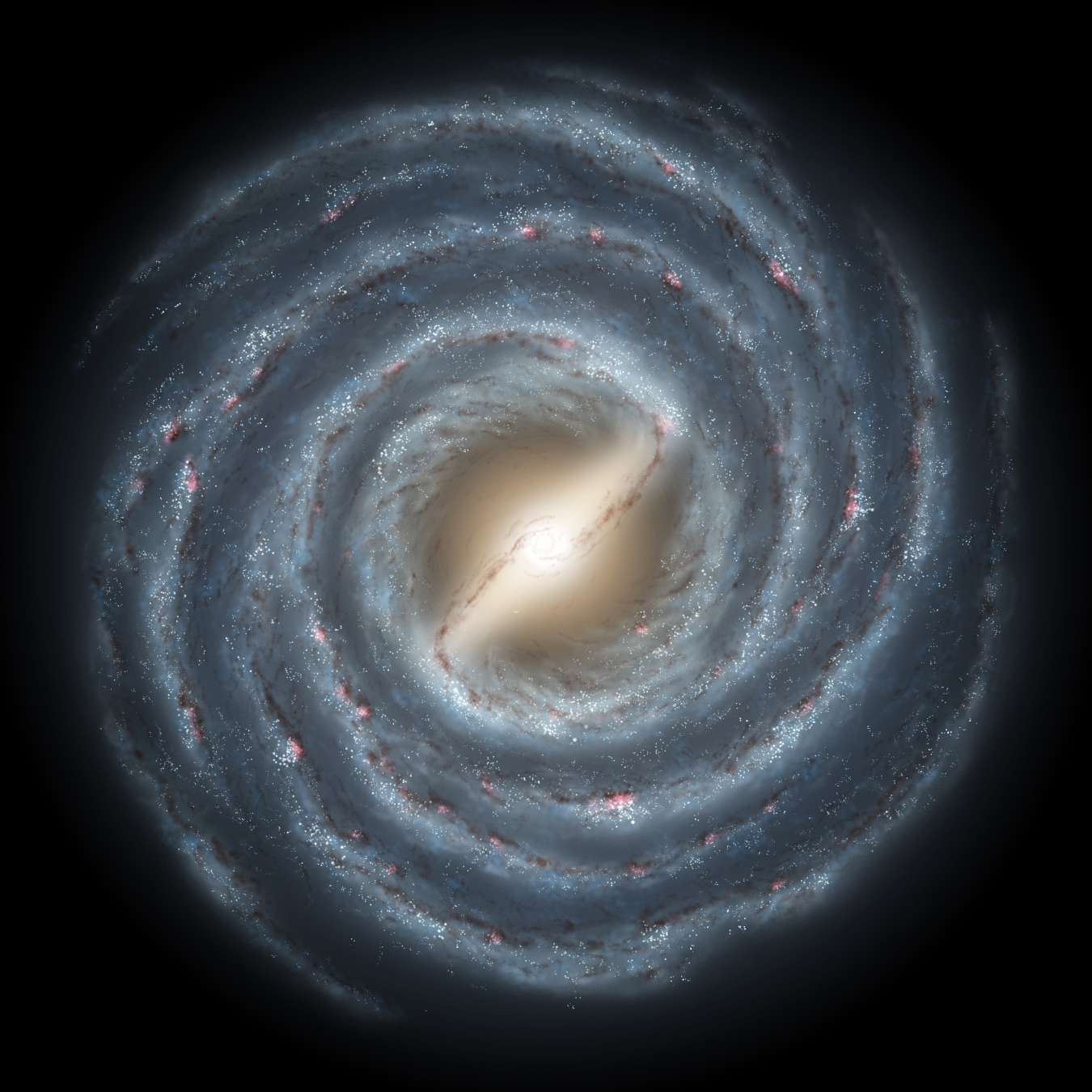
Vue d'artiste de notre Voie lactée.

Le Système solaire orbite au sein de la Voie lactée, une galaxie spirale barrée qui est un membre important du Groupe local. C'est une masse tournante formée de gaz, d'étoiles et d'autres objets maintenus ensemble par une attraction gravitationnelle mutuelle. Étant donné que la Terre est située dans un bras extérieur poussiéreux, il y a une grande partie de la Voie lactée que l'on ne peut pas voir.
Au centre de la Voie lactée se trouve le noyau, un bulbe de forme étirée qui d'après de nombreux astronomes abriterait un trou noir supermassif en son centre gravitationnel. Celui-ci est entouré de quatre bras spiraux majeurs démarrant du noyau. C'est une région active de la galaxie qui contient beaucoup d'étoiles jeunes appartenant à la population II. Le disque est entouré par un halo sphéroïdal d'étoiles plus vieilles de population I, ainsi que par une concentration relativement dense d'amas globulaires,.
Entre les étoiles se trouve le milieu interstellaire, une région de matière éparpillée. Dans les régions les plus denses, des nuages moléculaires formés principalement d'hydrogène moléculaire contribuent à la formation de nouvelles étoiles. Cela commence avec des nébuleuses sombres qui se densifient puis s'effondrent (en un volume déterminé par la longueur de Jeans) pour former des protoétoiles compactes.
Quand des étoiles plus massives apparaissent, elles transforment le nuage en une région HII de gaz et de plasma luminescent. Le vent stellaire et les explosions de supernova servent finalement à disperser le nuage, laissant souvent derrière lui un ou plusieurs amas ouverts. Ces amas se dispersent graduellement et les étoiles rejoignent la population de la Voie lactée.
Les études cinématiques de la matière présente dans la Voie lactée ont démontré qu'il y a plus de masse qu'il n'y parait. Un halo de matière noire semble dominer la masse, bien que la nature de cette matière noire reste indéterminée.

#### Astronomie extragalactique

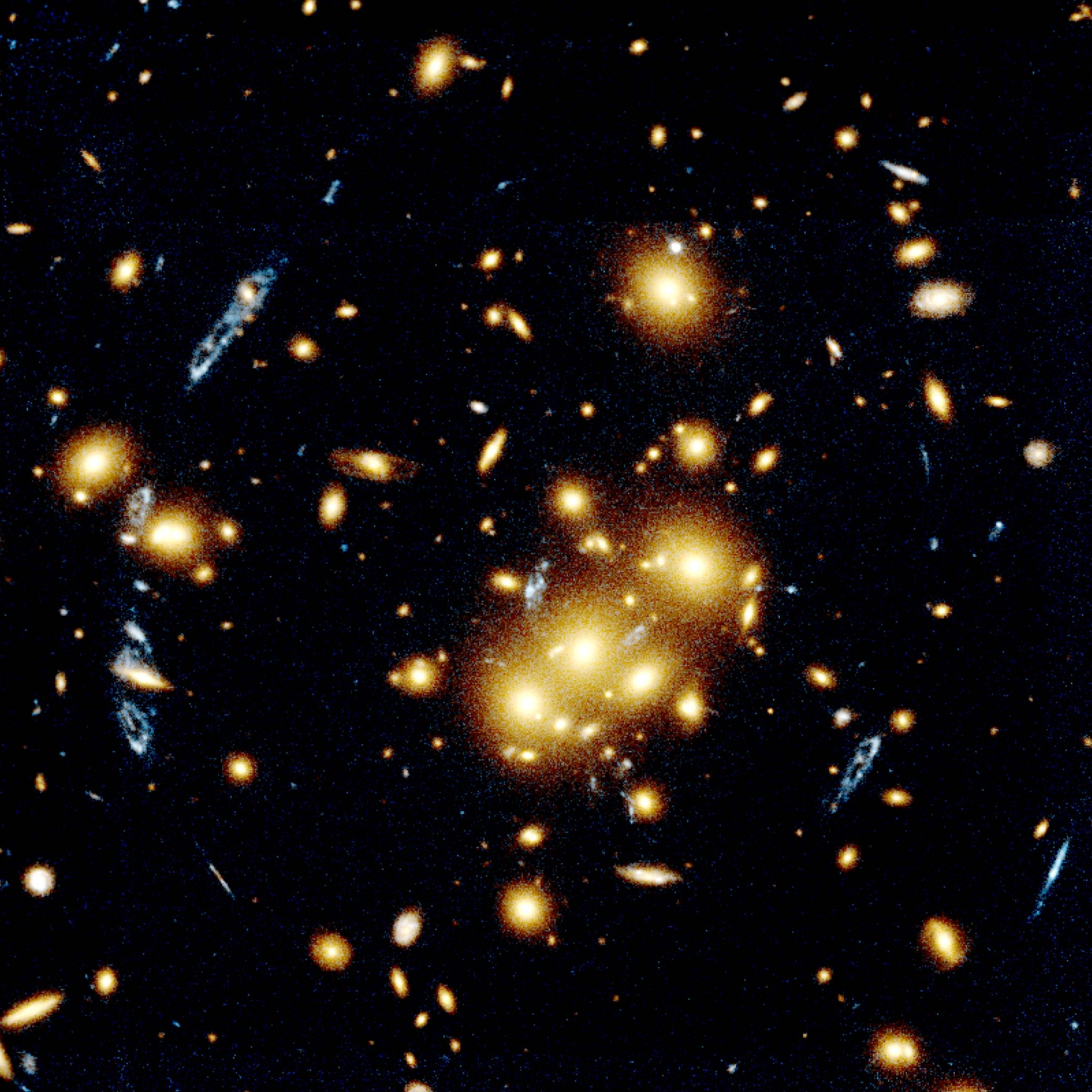
Effet de lentille gravitationnelle produit par l'amas de galaxies (centre de l'image). Le champ gravitationnel de cet amas courbe la lumière émise par les objets plus lointains, et ceux-ci apparaissent déformés (objets bleus).

L'étude des objets situés en dehors de notre galaxie est une branche de l'astronomie concernée par la formation et l'évolution des galaxies ; leur morphologie et classification ; l'examen des galaxies actives ; ainsi que par les groupes et amas de galaxies. Ces derniers sont importants pour la compréhension des structures à grande échelle de l'Univers.
La plupart des galaxies sont organisées en formes distinctes, ce qui permet d'établir un schéma de classification. Elles sont communément divisées en galaxies spirales, elliptiques et irrégulières.
Comme son nom l'indique, une galaxie elliptique a la forme d'une ellipse. Ses étoiles se déplacent sur une orbite choisie au hasard sans aucune direction préférée. Ces galaxies ne contiennent que peu ou pas de gaz interstellaire, peu de régions de formation d'étoiles, et généralement des étoiles âgées. On trouve généralement des étoiles dans les noyaux d'amas galactiques qui peuvent se former à partir de la fusion de plus grandes galaxies.
Une galaxie spirale est organisée comme un disque plat en rotation, avec généralement un bulbe proéminent ou une barre en son centre, ainsi que des bras spiraux qui s'étendent vers l'extérieur. Ces bras sont des régions poussiéreuses de formations d'étoiles où les jeunes étoiles massives produisent une teinte bleue. Les galaxies spirales sont typiquement entourées d'un halo d'étoiles plus vieilles. La Voie lactée et la galaxie d'Andromède sont des galaxies spirales.
Les galaxies irrégulières sont chaotiques en apparence et ne sont ni spirales, ni elliptiques. Environ un quart des galaxies sont irrégulières. La forme si particulière peut être le résultat d'une interaction gravitationnelle.
Une galaxie active est une structure dont une partie significative de l'énergie qu'elle émet ne provient pas de ses étoiles, de son gaz ou de sa poussière. Ce type de galaxie est alimenté par une région compacte en son noyau, généralement grâce à un trou noir supermassif, pense-t-on, qui émettrait des radiations grâce aux matériaux qu'il avale.
Une radiogalaxie est une galaxie active qui est vraiment très lumineuse dans le domaine radio du spectre électromagnétique et qui produit de gigantesques lobes de gaz. Les galaxies actives émettant des radiations très énergétiques incluent les galaxies de Seyfert, les quasars et les blazars. Les quasars semblent être les objets les plus lumineux de l'univers connu.
Les grandes structures du cosmos sont représentées par des groupes et des amas de galaxies. Cette structure est organisée de manière hiérarchique, dont les plus grandes connues à ce jour[Quand ?] sont les superamas. Le tout est agencé en filaments et en murs, laissant d'immenses régions vides entre eux.

#### Cosmologie

Le fond diffus cosmologique, cartographié par WMAP.

La cosmologie (du grec κόσμος / kósmos, « monde, univers », et λόγος / lógos, « parole, récit, étude ») pourrait être considérée comme l'étude de l'Univers comme étant un tout.

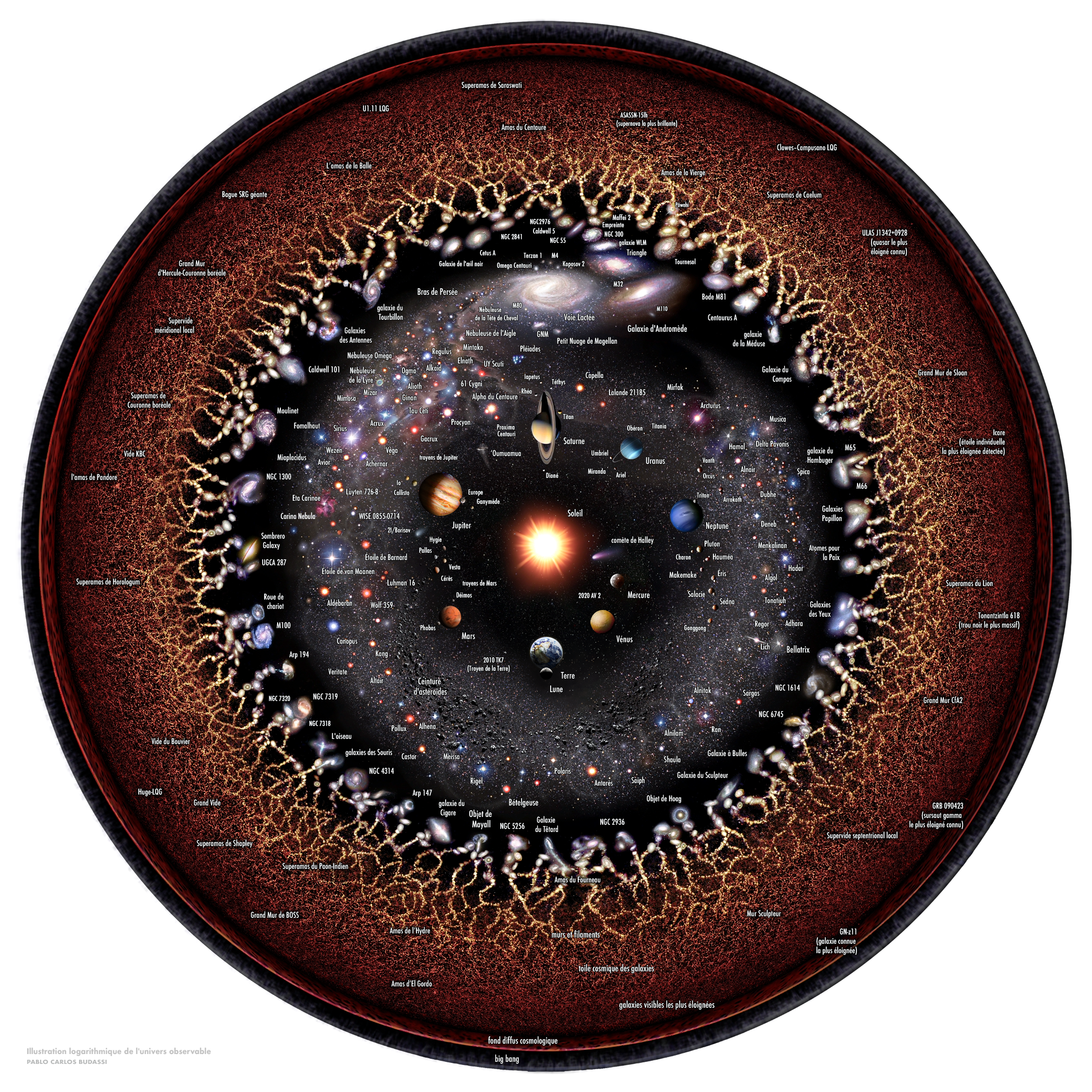
Représentation du modèle cosmologique actuel. L'univers observable est une sphère de 46,508 milliards d'années-lumière avec 4 % de matière visible distribuée dans le gaz, la poussière, les étoiles et les galaxies qui sont regroupées en structures reconnaissables.

Les observations de la structure de l'Univers à grande échelle, une branche appelée cosmologie physique, a donné une profonde connaissance de la formation et de l'évolution du cosmos. La théorie bien acceptée du Big Bang est fondamentale à la cosmologie moderne qui dit que l'univers a commencé comme un simple point et qu'il s'est ensuite agrandi durant 13,7 milliards d'années jusqu'à son état actuel. Le concept du Big Bang peut être retracé jusqu'à la découverte du fond diffus cosmologique en 1965.
Dans ce processus d'expansion, l'univers a connu plusieurs stades d'évolution. Dans les tout premiers temps, nos théories actuelles montrent une inflation cosmique extrêmement rapide, ce qui a homogénéisé les conditions de départ. Ensuite, la nucléosynthèse primordiale a produit les éléments de base de l'univers nouveau-né.
Lorsque les premiers atomes ont été formés, l'espace est devenu transparent aux radiations, libérant ainsi de l'énergie, perçue aujourd'hui à travers le fond diffus cosmologique. L'expansion de l'Univers a alors connu un âge sombre dû au manque de sources d'énergie stellaires.
Une structure hiérarchique de la matière commença à se former à partir de variations minuscules de la densité de matière. La matière s'accumula alors dans les régions les plus denses, formant des nuages de gaz interstellaire et les toutes premières étoiles. Ces étoiles massives déclenchèrent alors le processus du réionisation et semblent être à l'origine de la création de beaucoup d'éléments lourds du jeune univers.
L'attraction gravitationnelle a regroupé la matière en filaments, laissant ainsi d'immenses régions vides dans les lacunes. Graduellement, des organisations de gaz et de poussière ont émergé pour former les premières galaxies primitives. Au fil du temps, celles-ci ont attiré plus de matière, et se sont souvent organisées en amas de galaxies, puis en superamas.
L'existence de la matière noire et de l'énergie sombre est fondamentale à la structure de l'univers. On pense maintenant qu'elles sont les composantes dominantes, formant 96 % de la densité de l'univers. Pour cette raison, beaucoup d'efforts sont déployés dans le but de découvrir la composition et la physique régissant ces éléments.

### Disciplines par type d'observation
En astronomie, l'information provient principalement de la détection et de l'analyse de la lumière visible ou d'une autre onde électromagnétique. L'astronomie d'observation peut être divisée selon les régions observées du spectre électromagnétique. Certaines parties du spectre peuvent être observées depuis la surface de la Terre, alors que d'autres sont seulement observables à de hautes altitudes voire dans l'espace. Des informations spécifiques sur ces sous-branches sont données ci-dessous.

#### Radioastronomie

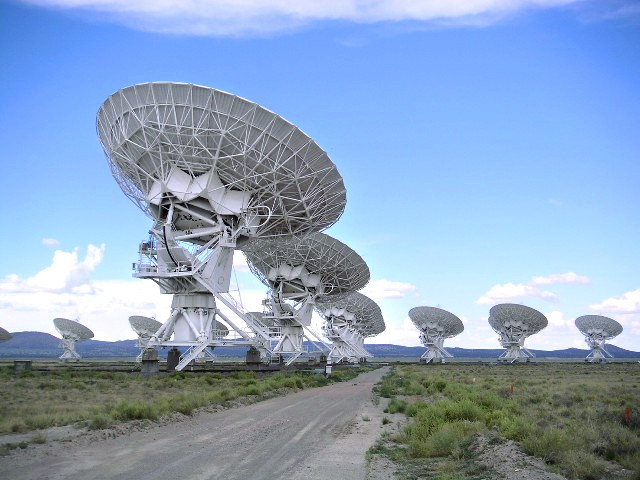
Le Very Large Array est un exemple de radiotélescope.

La radioastronomie étudie les radiations d'une longueur d'onde supérieure au millimètre. La radioastronomie est différente des autres formes d'observations astronomiques dans la mesure où les ondes radio sont traitées davantage comme des ondes plutôt que comme des photons discrets. Il est plus facile de mesurer l'amplitude et la phase des ondes radio que celles de longueurs d'onde plus courtes.
Bien que certaines ondes radio soient produites par certains objets astronomiques sous forme d'émissions thermiques, la plupart des émissions radio qui sont observées depuis la Terre sont vues sous forme de rayonnement synchrotron, qui est produit lorsque les électrons oscillent autour de champs magnétiques. En outre, un certain nombre de raies spectrales produites par le gaz interstellaire, notamment la raie d'hydrogène à 21 cm, sont observables dans le domaine radio,.
Une grande variété d'objets sont observables en ondes radio, ce qui inclut les supernovae, le gaz interstellaire, les pulsars et les noyaux galactiques actifs,.

#### Astronomie infrarouge
L'astronomie infrarouge s'occupe de la détection et de l'analyse du rayonnement infrarouge (longueurs d'onde plus longues de celle de la lumière rouge). Excepté pour les longueurs d'onde situées près de la lumière visible, le rayonnement infrarouge est fortement absorbé par l'atmosphère ; d'autre-part, celle-ci produit des émissions d'infrarouge significatives. Par conséquent, les observatoires infrarouges doivent être situés sur des lieux très élevés et secs, ou dans l'espace.
L'astronomie infrarouge est particulièrement utile pour l'observation des régions galactiques entourées de poussière et pour les études des gaz moléculaires. Sollicitée dans le cadre de l'observation d'objets froids (moins de quelques centaines de kelvins) elle est donc également utile à l'observation des atmosphères planétaires.
Parmi les observatoires à infrarouge, on peut citer les télescopes spatiaux Spitzer et Herschel.

#### Astronomie optique

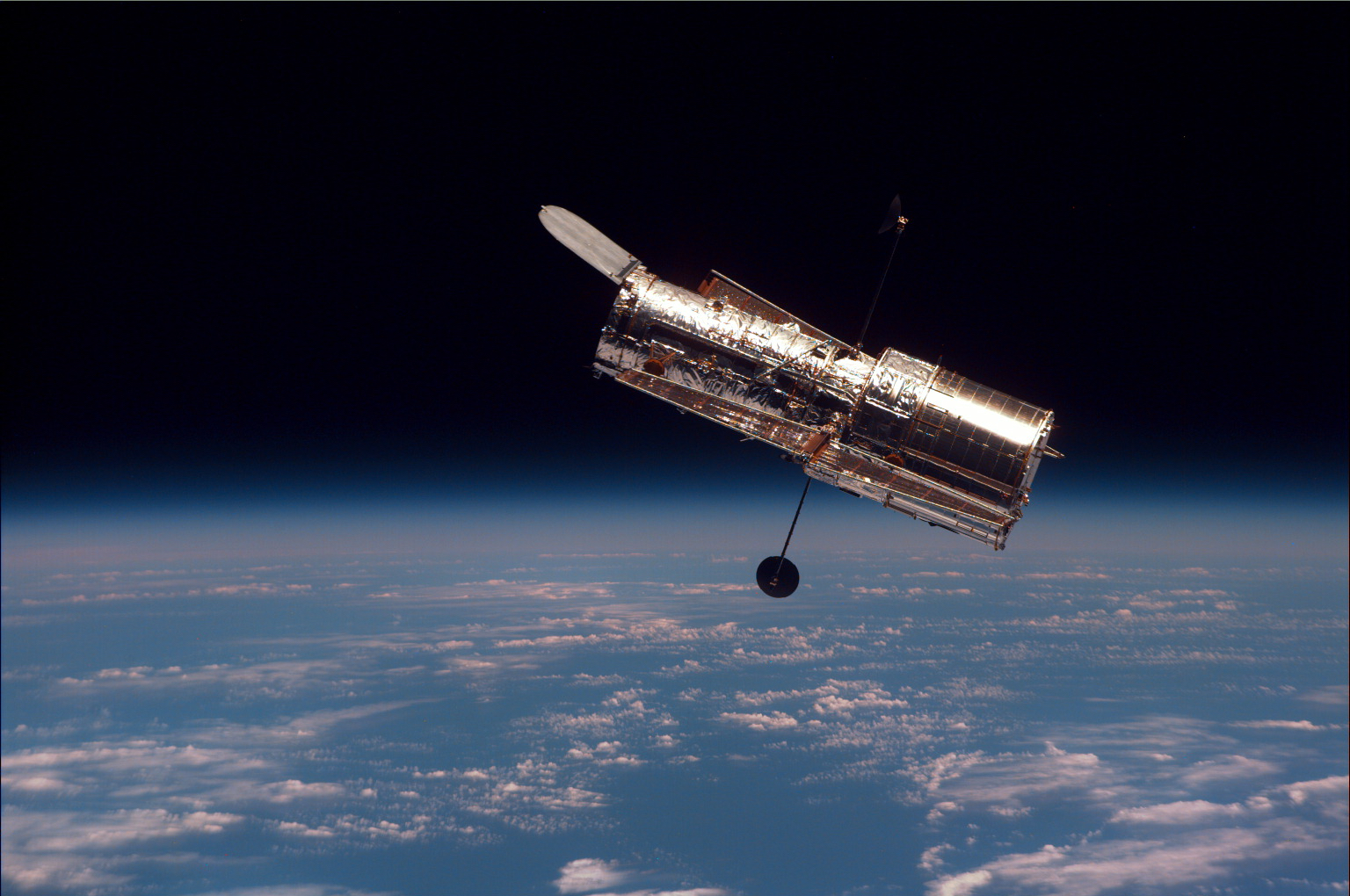
Délivré des contraintes atmosphériques, le télescope spatial Hubble a fourni des images exceptionnelles, notamment en lumière visible.

D'un point de vue historique, l'astronomie optique, également appelée astronomie de la lumière visible, est la plus ancienne forme d'astronomie. À l'origine, les images optiques étaient dessinées à la main. À la fin du XIXe siècle et durant une bonne partie du XXe siècle, les images furent faites en utilisant un équipement photographique. Les images modernes sont produites grâce à des détecteurs digitaux, particulièrement les caméras CCD. Bien que la lumière visible s'étende elle-même approximativement de 4 000 Å à 7 000 Å (400 à 700 nm), le même équipement peut être utilisé pour observer les ultraviolets proches ainsi que le proche-infrarouge.
En réalité, l'atmosphère n'est pas tout à fait transparente à la lumière visible. En effet, les images obtenues sur Terre dans ces longueurs d'onde souffrent de distorsions dues aux turbulences atmosphériques. C'est ce phénomène qui est responsable du scintillement des étoiles. Le pouvoir de résolution ainsi que la magnitude limite théoriques d'un télescope terrestre sont donc diminués à cause de ces mêmes perturbations. Pour remédier à ce problème, il est donc nécessaire de quitter l'atmosphère terrestre. Une autre solution, l'optique adaptative, permet également de réduire la perte de qualité de l'image.

#### Astronomie en ultraviolets
L'astronomie en ultraviolets fait référence aux observations aux longueurs d'onde correspondant à l'ultraviolet, c'est-à-dire entre ~ 100 et 3 200 Å (10 à 320 nm). La lumière de ces longueurs est absorbée par l'atmosphère de la Terre, les observations de ces longueurs d'onde se font donc depuis la haute atmosphère ou depuis l'espace. L'astronomie à ultraviolets est plus indiquée pour l'observation du rayonnement thermique et des raies spectrales des étoiles bleues chaudes (étoiles OB) qui sont très lumineuses dans ce domaine. Cela comprend les étoiles bleues des autres galaxies, qui ont été les cibles de plusieurs études sur le sujet. D'autres objets sont aussi couramment observés en UV, comme les nébuleuses planétaires, les rémanents de supernovae ou les noyaux galactiques actifs. Cependant, la lumière ultraviolette est facilement absorbée par la poussière interstellaire, les mesures ont donc besoin d'être corrigées de l'extinction.

#### Astronomie en rayons X

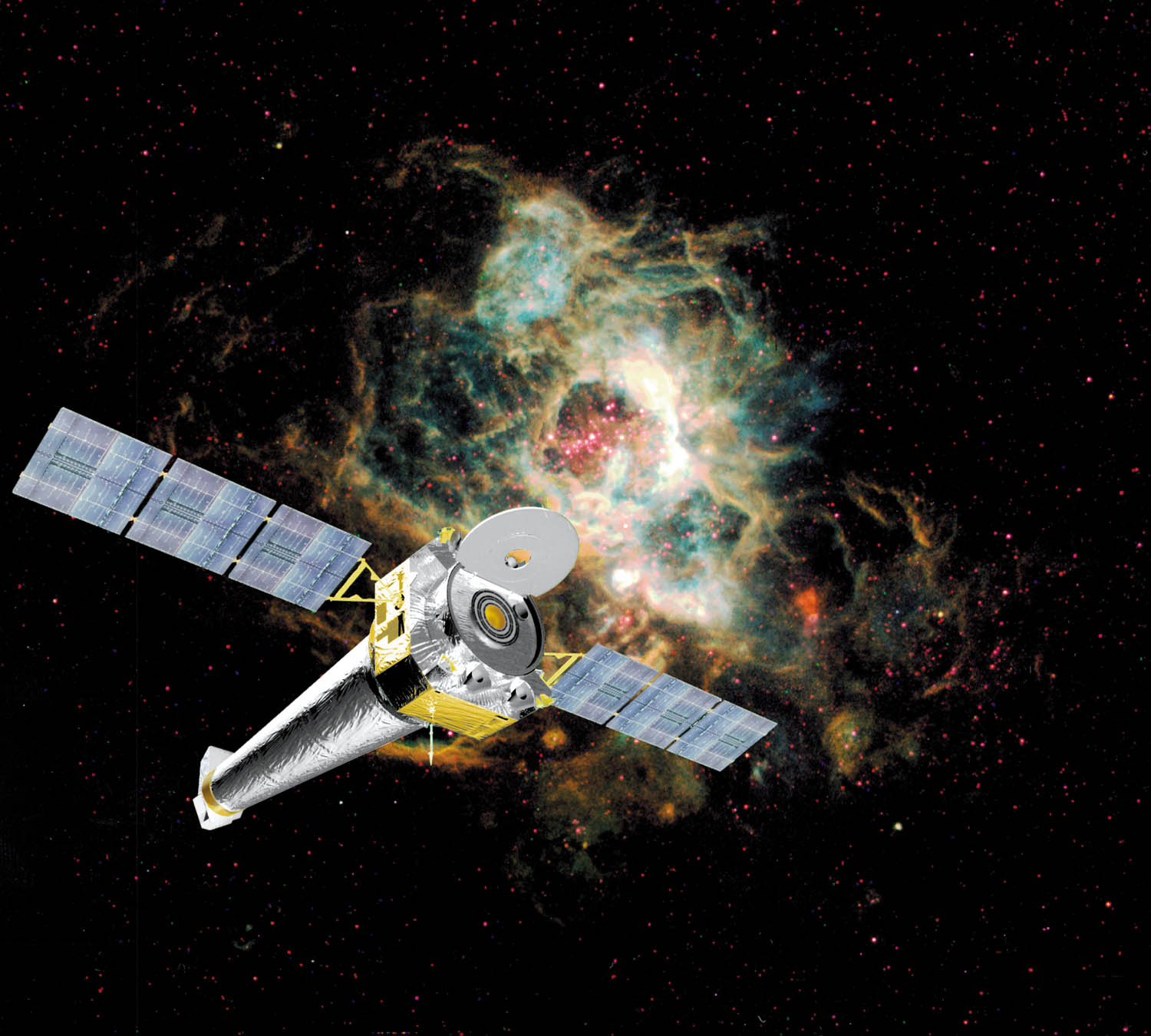
Le télescope spatial à rayons X Chandra a profondément transformé notre connaissance de l'Univers.

L'astronomie en rayons X consiste en l'étude des objets astronomiques à des longueurs d'onde correspondant aux rayons X, autrement dit allant d'environ 0,1 à 100 Å (0,01 à 10 nm). Typiquement, les objets émettent des rayons X comme des émissions synchrotron (produit par des électrons oscillant autour des lignes d'un champ magnétique), des émissions thermiques provenant de gaz fins (appelé rayonnement continu de freinage) qui est au-dessus de 107 kelvins, ainsi que des émissions thermiques de gaz épais (appelé rayonnement du corps noir) dont la température est supérieure à 107 K. Puisque les rayons X sont absorbés par l'atmosphère de la terre, toute observation en rayons X doit être effectuée par des ballons de haute altitude, par des fusées, ou par un engin spatial. Parmi les sources de rayons X notables, nous pouvons citer les binaires X, les pulsars, les rémanents de supernovae, les galaxies elliptiques ou actives, et les amas de galaxies.

#### Astronomie des rayons gamma
L'astronomie des rayons gamma concerne les plus petites longueurs d'onde du spectre électromagnétique. Les rayons gamma peuvent être directement observées par des satellites tels que le Compton Gamma-Ray Observatory.
Les rémanents de supernovae, les pulsars, et le Centre galactique sont des exemples de sources de rayonnement gamma dans la Voie Lactée, tandis que les blazars (une sous-catégorie de galaxies actives) constituent la principale classe de sources de rayonnement extra-galactiques. Finalement, les sursauts gamma forment également une importante population de sources transitoires qu'il est possible d'observer dans ce régime d'énergie lumineuse.

#### Astronomie gravitationnelle
L’astronomie gravitationnelle, ou astronomie des ondes gravitationnelles, est la branche de l'astronomie qui observe les objets célestes grâce aux ondes gravitationnelles, soit de faibles perturbations de l'espace-temps se propageant dans l'espace et pouvant être détectées à l'aide d'interféromètre de grande envergure.
Un total de 6 sources d'ondes gravitationnelles ont à ce jour[Quand ?] été détectées, toutes issues de la fusion d'objets célestes compactes : la fusion de deux trous noirs (GW150914) et la fusion de deux étoiles à neutrons.

#### Astronomie des neutrinos
L’astronomie des neutrinos est une branche de l'astronomie cherchant à étudier les objets célestes capables de produire des neutrinos de très hautes énergies (de l'ordre de quelques centaines de TeV à plusieurs PeV).

## Sciences interdisciplinaires
L'astronomie et l'astrophysique ont développé d'importants liens avec d'autres champs d'études scientifiques, à savoir :
- l'astrobiologie étudie l'apparition et l'évolution des systèmes biologiques présents dans l'univers ;
- l'archéoastronomie étudie les astronomies anciennes et traditionnelles dans leurs contextes culturels, en utilisant des preuves archéologiques et anthropologiques ;
- l'astrochimie étudie les substances chimiques trouvées dans l'espace, généralement dans les nuages moléculaires, ainsi que leur formation, leurs interactions, et leur destruction. Cette discipline fait le lien entre astronomie et chimie ;
- la cosmochimie étudie les substances chimiques trouvées dans le Système solaire, y compris l'origine des éléments ainsi que les variations dans les rapports isotopiques.

## Astronomie amateur

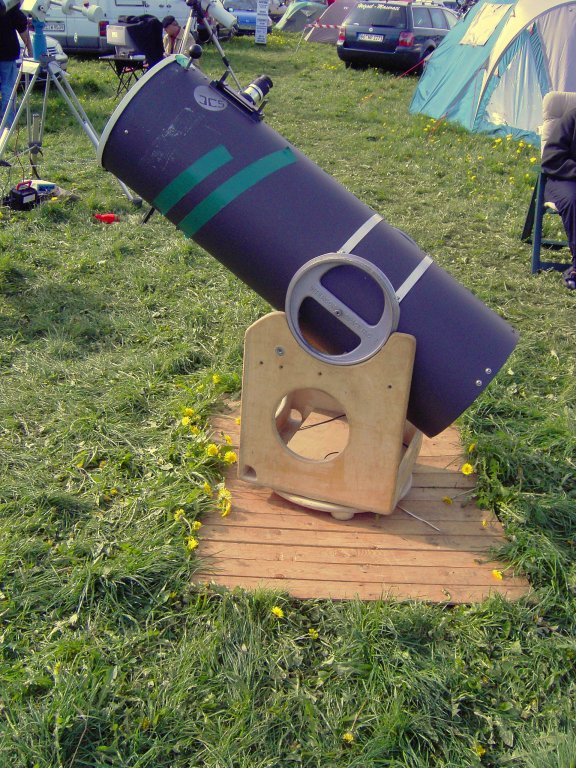
Un télescope de Dobson d'amateur.

Les astronomes amateurs observent une variété d'objets célestes, au moyen d'un équipement qu'ils construisent parfois eux-mêmes. Les cibles les plus communes pour un astronome amateur sont la Lune, les planètes, les étoiles, les comètes, les essaims météoritiques, ainsi que les objets du ciel profond que sont les amas stellaires, les galaxies et les nébuleuses. Une branche de l'astronomie amateur est l'astrophotographie, consistant à photographier le ciel nocturne. Une partie des amateurs aime se spécialiser dans l'observation d'un type d'objet particulier,.
La plupart des amateurs observent le ciel aux longueurs d’onde visibles, mais une minorité travaille avec des rayonnements hors du spectre visible. Cela comprend l'utilisation de filtres infrarouges sur des télescopes conventionnels, ou l'utilisation de radiotélescopes. Le pionnier de la radioastronomie amateur était Karl Jansky qui a commencé à observer le ciel en ondes radio dans les années 1930. Un certain nombre d'amateurs utilisent soit des télescopes fabriqués de leurs mains, soit des télescopes qui ont été construits à l'origine pour la recherche astronomique mais qui leur sont maintenant ouverts (par exemple le One-Mile Telescope),.

La démocratisation (pour quelques Euros)  de récepteurs SDR (Sofware Defined Radio) incite beaucoup d'amateurs à observer l'univers dans la Raie à 21 centimètres de l'hydrogène
Une certaine frange de l'astronomie amateur continue de faire progresser l'astronomie. En fait, il s'agit de l'une des seules sciences où les amateurs peuvent contribuer de manière significative. Ceux-ci peuvent effectuer les calculs d'occultation qui servent à préciser les orbites des planètes mineures. Ils peuvent aussi découvrir des comètes, effectuer des observations régulières d'étoiles doubles ou multiples. Les avancées en technologie numérique ont permis aux amateurs de faire des progrès impressionnants dans le domaine de l'astrophotographie,,.

#### Articles généraux sur l'astronomie
- Astrophysique
- Cosmologie
- Astronomes célèbres
- Liste de femmes astronomes, Place des femmes en astronomie
- Union astronomique internationale
- Liste de listes en rapport avec l'astronomie

#### Chronologies en astronomie
- Histoire de l'astronomie
- Astronomie du Système solaire
- Conquête de l'espace
- Satellites artificiels et sondes spatiales
- Satellites naturels
- Télescopes, observatoires et la technologie d'observation

#### Instruments et techniques astronomiques
- Astrophotographie
- Logiciels d'astronomie
- Lunette astronomique
- Observatoire
- Radioastronomie
- Radiotélescope
- Télescope

#### Autres
- Agence spatiale européenne
- Astronomie mégalithique
- Astronomy and Astrophysics, la revue des chercheurs européens.
- National Aeronautics and Space Administration (NASA)
- Observatoire européen austral (ESO)
- Planétarium
- The Astrophysical Journal, la revue américaine